# ファンタシースターオンライン2 エピソード・オラクル
『ファンタシースターオンライン2 エピソード・オラクル』は、GONZO制作による日本のテレビアニメ。2019年10月から2020年3月までTOKYO MX・BS11ほかにて全25話が放送された。セガゲームスが開発・運営するオンラインゲーム『ファンタシースターオンライン2』のEPISODE1〜3を再構成した登場人物視点でのオリジナルストーリーとなっている。
ドリームキャスト版ファンタシースターオンライン、ファンタシースターユニバース、PSO2の各シリーズプレイヤーでもある橘正紀が監督を務める。

## スタッフ
- 原作 - セガゲームス[4]
- 監督 - 橘正紀[4]
- 助監督 - 大畑晃一
- シリーズ構成 - 大野木寛[4]
- キャラクターデザイン - 鯉川慎平[4]
- メカニックデザイン - 石本剛啓、常木志伸
- プロップデザイン - 石本剛啓、酒井達也、常木志伸
- 美術監督 - 渋谷幸弘
- 美術設定 - 今掛勇、酒井達也
- 色彩設計 - 田中美穂
- 撮影監督 - 青嶋俊明、宮脇洋平→中村雄太
- 編集 - 定松剛
- 音響監督 - 木村絵理子[4]
- 音楽 - 大間々昂、斎木達彦
- 音楽制作プロデュース - 日音
- 3DCG制作 - Felix Film[4]
- CGディレクター - 伊藤仁美
- プロデューサー - 菊地等、上間康弘、中島純、德村憲一、小板橋秀、麻生一宏、塩谷佳之→齋藤宙央
- アニメーションプロデューサー - 吉本聡、守屋昌治（途中まで）
- アニメーション制作 - GONZO[4]
- 製作 - PHANTASY STAR PARTNERS 2019[4]（セガゲームス、スタジオKAI、ポニーキャニオン、サミー、フロンティアワークス、ADKエモーションズ、TOKYO MX）

## 主題歌

### オープニングテーマ
「Destiny」
Aimee Blackschlegerによる第1クールオープニングテーマ。作詞はRunblebee、作曲・編曲は小林秀聡。
「UniVerse」
Aimee Blackschlegerによる第2クールオープニングテーマ。作詞はRunblebee、作曲・編曲は堀田英邦。

### エンディングテーマ
「Timeless Fortune」
有坂美香による第1クールエンディングテーマ。作詞は山下慎一狼、作曲・編曲は岩野道拓。
「永遠のencore」
クーナ（喜多村英梨）によるPSO2 EPISODE1エンディングテーマであり、第9話劇中歌および第10話エンディングテーマ。作詞は大森祥子、作曲は小林秀聡。
「それいゆ -Dear Destiny-」
桃井はるこによる第2クールエンディングテーマ。作詞・作曲は桃井はるこ、編曲はHaraddy、作曲は小林秀聡。
「Living on like stars」
有坂美香によるPSO2 EPISODE2エンディングテーマであり、第18話エンディングテーマ。作詞は渡邉美佳、作曲・編曲は小林秀聡。
「Hello」
Monique DehaneyによるPSO2 EPISODE3エンディングテーマであり、第25話エンディングテーマ。作詞はRunblebee、作曲は床井健一。

### 劇中歌
「Our Fighting」
クーナ（喜多村英梨）によるPSO2劇中歌であり、第4、10、16話劇中歌。作詞は大森祥子、作曲は小林秀聡。
第16話はノンクレジット。

## 各話リスト
| 話数     | サブタイトル               | 脚本     | 絵コンテ       | 演出              | 作画監督 | 総作画監督                    | 放送日         |
| -------- | -------------------------- | -------- | -------------- | ----------------- | --- | ----------------------------- | -------------- |
| 第1話    | ずっとこの日を待っていた   | 大野木寛 | 橘正紀         | 鳥羽聡            | 大野勉 阿部恒 しまだひであき                                                                                         | 鯉川慎平                      | 2019年 10月7日 |
| 第2話    | 不気味なナベリウス         | 大野木寛 | 今掛勇         | 佐々木純人        | 鎌田均 阿部恒 山﨑展義 加藤壮 大野勉                                                                                 | 鯉川慎平 阿部恒               | 10月14日       |
| 第3話    | 完全なるアークス           | 浅沼文生 | ところともかず | 加藤顕            | Synod animationstudio 山﨑展義 ティーエーピー                                                                        | 鯉川慎平                      | 10月21日       |
| 第4話    | 始まりの器                 | 森田繁   | 今掛勇         | 林こうへい        | 山﨑展義 鰐淵和彦 飯飼一幸 石田充知子                                                                                | 鯉川慎平 大野勉 鈴木光        | 10月28日       |
| 第5話    | ダーカー強襲               | 大野木寛 | 大原実         | ウヱノ史博        | 鳥山冬美 松下清志 金基燁 管振宇 李小雷 神垣弥生                                                                      | 鯉川慎平 大野勉               | 11月4日        |
| 第6話    | 終わりの始まり             | 浅沼文生 | ところともかず | 村上勉            | 加藤壮 Kim Daehoon Kwon Yong Sang Kim Yong Sik                                                                       | 鯉川慎平 鈴木光               | 11月11日       |
| 第7話    | ダークファルス             | 森田繁   | 今掛勇         | 真野玲            | 山﨑展義 鈴木光 | 鯉川慎平 鈴木光               | 11月18日       |
| 第8話    | もうそこにいないわたし     | 大野木寛 | 大原実         | 東亮佑            | 萩原省智 王敏 趙青雲 劉冬冬 姜知恵                                                                                   | 鯉川慎平 加藤壮               | 11月25日       |
| 第9話    | アサシンと暴走龍           | 浅沼文生 | ところともかず | 阿部雅司          | Kim Heekang Kim Daehoon In Taesun Kim Youngsub Kwon Yongsang Lee Mingu                                               | 鯉川慎平 阿部恒 入里仁央      | 12月2日        |
| 第10話   | 最後のさようなら           | 森田繁   | 北井嘉樹       | 北井嘉樹          | しまだひであき 斉藤和也 加藤壮 山﨑展義                                                                              | 鯉川慎平 大野勉               | 12月9日        |
| 第11話   | 改変                       | 大野木寛 | 瀬藤健嗣       | 加藤顕            | 門智昭 酒井KEI 黒皇映画 EverGreen                                                                                    | 鯉川慎平 鈴木光               | 12月16日       |
| 第12話   | 過去と未来                 | 浅沼文生 | 黒瀬大輔       | 黒瀬大輔          | 山村俊了 Kim Heekang Kim Daehoon Kim Youngsub Kwon Yongsang                                                          | 鯉川慎平 加藤壮               | 12月23日       |
| 第12.5話 | シャオ'sリポート           | -        | -              | -                 | - | -                             | 12月30日       |
| 第13話   | 絶対令                     | 森田繁   | 大原実         | 大西景介          | 山﨑展義 Kim Yong Sik                                                                                                | 鯉川慎平 鈴木光               | 2020年 1月6日  |
| 第14話   | 六芒均衡                   | 大野木寛 | 八谷賢一       | 八谷賢一 和田裕一 | Kim Jeongcheol Park Yeonghui Nam Sehwan Oh Seung Hoon Lee Ji Taek 山﨑展義                                           | 鯉川慎平 大野勉 鈴木光        | 1月13日        |
| 第15話   | 再誕の日                   | 浅沼文生 | 大畑晃一       | 鳥羽聡            | 島田英明 さいとう和也 清水博幸 奈良岡光 吉岡敏幸 鈴木光 加藤壮                                                       | 鯉川慎平 阿部恒               | 1月20日        |
| 第16話   | 果てしなき跋扈の終わり     | 森田繁   | ところともかず | 永居慎平          | Kim Jongbeom Kim Myeongsim Song Jinyeong 永居慎平                                                                    | 鯉川慎平 加藤壮               | 1月27日        |
| 第17話   | 十年前の、わたし           | 大野木寛 | 大原実         | 真野玲 和田裕一   | Kim Yong Sik 山﨑展義                                                                                                | 鯉川慎平 鈴木光               | 2月3日         |
| 第18話   | わたしが生まれたその理由   | 浅沼文生 | 石山タカ明     | 古川志我津        | エヴァーグリーン 黒皇映画 木木欣動画 柳孝相 赤尾良太郎 飯飼一幸 さいとう和也 しまだひであき 山﨑展義 奈良岡光 李始恩 | 入里仁央 大野勉 加藤壮 鈴木光 | 2月10日        |
| 第19話   | 消された記録、残された記憶 | 森田繁   | 大原実         | 安形裕篤          | Kwon Yong Sang Kim Young Sub Won Eun Suk Kim Dae Hun                                                                 | 鯉川慎平 阿部恒 鈴木光        | 2月17日        |
| 第20話   | 歴史を騙し、現在を喰らう   | 浅沼文生 | 大畑晃一       | 所俊克            | 金海淑 飯飼一幸 服部ますみ 青木真理子 服部憲知 南伸一郎 岩垂瑞樹 川口弘明 さいとう和也 奈良岡光 李始恩               | 加藤壮                        | 2月24日        |
| 第21話   | サラとクラリスクレイス     | 森田繁   | 大原実         | 永居慎平          | 三関宏幸 野沢弘樹 馬場竜一                                                                                           | 鈴木光                        | 3月2日         |
| 第22話   | フォトナーが生み出したもの | 浅沼文生 | 石山タカ明     | 加藤大志          | Kim Yong Sik | 大野勉 阿部恒 加藤壮          | 3月9日         |
| 第23話   | 出来損ないの最高傑作       | 森田繁   | 大原実         | 加藤顕            | 山﨑展義 山村俊了 | 加藤壮                        | 3月16日        |
| 第24話   | 【深遠なる闇】             | 大野木寛 | 大畑晃一       | にしづきあらた    | Nam Sehwan Park Yeounghi Lee Se Jong Oh Seung Hun さいとう和也                                                       | 鈴木光                        | 3月23日        |
| 第25話   | あなたが生まれたその理由   | 大野木寛 | 大畑晃一       | 鳥羽聡 鯉川慎平   | 鯉川慎平 | 鯉川慎平                      | 3月30日        |

## 放送局
| 放送期間                      | 放送時間               | 放送局   | 対象地域 | 備考                  |
| ----------------------------- | ---------------------- | -------- | -------- | --------------------- |
| 2019年10月7日 - 2020年3月30日 | 月曜 22:30 - 23:00     | TOKYO MX | 東京都   | 製作参加              |
|                               | 月曜 23:30 - 火曜 0:00 | BS11     | 日本全域 | BS放送 / 『ANIME+』枠 |

| 配信期間                      | 配信時間        | 配信サイト |
| ----------------------------- | --------------- | --- |
| 2019年10月7日 - 2020年3月30日 | 月曜 23:30 更新 | dアニメストア |
| 2019年10月7日以降 -           | 不明            | バンダイチャンネル U-NEXT アニメ放題 AbemaTV FOD ビデオパス J:COMオンデマンド ひかりTV あにてれ ビデオマーケット Rakuten TV ニコニコチャンネル HAPPY!動画 ムービーフルPlus アクトビラ TSUTAYA TV ふらっと動画 |

## BD / DVD
| 巻 | 発売日         | 収録話            | 規格品番   | 規格品番   | 規格品番   | 規格品番   |
| 巻 | 発売日         | 収録話            | BD限定版   | BD通常版   | DVD限定版  | DVD通常版  |
| -- | -------------- | ----------------- | ---------- | ---------- | ---------- | ---------- |
| 1  | 2019年11月20日 | 第1話 - 第2話     | PCXP-50691 | PCXP-50711 | PCBP-54041 | PCBP-54181 |
| 2  | 2019年12月18日 | 第3話 - 第4話     | PCXP-50692 | PCXP-50712 | PCBP-54042 | PCBP-54182 |
| 3  | 2020年1月22日  | 第5話 - 第7話     | PCXP-50693 | PCXP-50713 | PCBP-54043 | PCBP-54183 |
| 4  | 2020年2月19日  | 第8話 - 第10話    | PCXP-50694 | PCXP-50714 | PCBP-54044 | PCBP-54184 |
| 5  | 2020年3月18日  | 第11話 - 第12.5話 | PCXP-50695 | PCXP-50715 | PCBP-54045 | PCBP-54185 |
| 6  | 2020年4月15日  | 第13話 - 第15話   | PCXP-50696 | PCXP-50716 | PCBP-54046 | PCBP-54186 |
| 7  | 2020年8月19日  | 第16話 - 第18話   | PCXP-50697 | PCXP-50717 | PCBP-54047 | PCBP-54187 |
| 8  | 2020年9月16日  | 第19話 - 第21話   | PCXP-50698 | PCXP-50718 | PCBP-54048 | PCBP-54188 |
| 9  | 2020年10月21日 | 第22話 - 第25話   | PCXP-50699 | PCXP-50719 | PCBP-54049 | PCBP-54189 |